# Puerphorus olbiadactylus
Puerphorus olbiadactylus är en fjärilsart som beskrevs av Pierre Millière 1859. Puerphorus olbiadactylus ingår i släktet Puerphorus och familjen fjädermott. Inga underarter finns listade i Catalogue of Life.